# Schizanthus parvulus
Schizanthus parvulus ist eine Pflanzenart aus der Gattung Schizanthus in der Familie der Nachtschattengewächse (Solanaceae).

## Beschreibung

### Vegetative Merkmale
Schizanthus parvulus ist eine sehr zarte einjährige Pflanze, die 25 bis 75 cm hoch wird. Ihre Stängel haben einen Durchmesser von 1,0 bis 1,5 mm und sind nur wenig beblättert. Die Pflanze ist leicht wollig behaart, in der Behaarung befinden sich auch einige drüsige Trichome, die länger als die restliche Behaarung sind und eine kleine helle Drüse besitzen. Die Laubblätter besitzen einen Blütenstiel, der im Bereich des Blütenstandes 1 bis 2 mm, ansonsten 4 bis 9 mm lang ist. Die Blattspreite ist fiederschnittig gespalten und so in sitzende, sich gegenüberstehende und weit voneinanderliegende Segmente geteilt. Die Segmente selbst sind ganzrandig spitz, selten fiederspaltig. Im unteren Bereich der Pflanze sind die Laubblätter größer und dann bis 70 mm lang und 13 mm breit, im Blütenbereich sind sie nur noch 20 bis 25 mm lang.

### Blütenstände und Blüten
Die Blütenstände bestehen aus ein bis zwei Hauptachsen mit sieben bis elf Blüten und enthalten 1 bis 7 mm lange Tragblätter. Der Blütenstiel ist 7 bis 18 mm lang und vergrößert sich an der Frucht auf 18 bis 35 mm. Der Blütenkelch hat eine Länge von 2 bis 3 mm und verlängert sich an der Frucht auf 6 bis 7 mm. Die Kelchblätter selbst sind linealisch spitz und mit zahlreichen Drüsenhaaren besetzt. Die Krone ist 7 bis 10 mm lang und breit, ihre Kronröhre ist 1,5 mm lang und gerade. Die Oberlippe ist violett oder leicht purpurn gefärbt und besitzt keinen gelben Fleck, jedoch eine weiße Spitze. Die Unterlippe ist weiß gefärbt. Der mittlere Abschnitt der Oberlippe ist 4,5 bis 6 mm lang und spitz oder länglich spitz. Die seitlichen Abschnitte der Oberlippe sind 9 bis 10 mm lang und besitzen nur ein paar spitzer Abschnitte, diese können aber auch nur leicht eingeschnitten sein. Die Unterlippe besteht aus einem 4,0 bis 5,5 mm langen, spitzen oder länglich spitzen mittleren Abschnitt und 6 bis 7,5 mm langen, linealisch länglichen seitlichen Abschnitten, die leicht gebogen sind. 
Die Staubbeutel sind 1,8 bis 2,0 mm lang und hellgrün gefärbt. Die Staubfäden sind 3,5 bis 4,0 mm lang. Die Staminodien sind fadenförmig und an einer aufgewölbten violetten Membran an der Oberlippe angebracht. Der Griffel besitzt eine Länge von 5 bis 7 mm.

### Früchte und Samen
Die Früchte sind Kapseln. Sie enthalten etwa 0,9 mm breite und 1,3 mm lange, rundliche Samen. Ihre Farbe ist goldgelb, sie sind reihig rechteckig und ohne wabige Vertiefungen strukturiert.

## Vorkommen
Die Art ist in der Región de Coquimbo in Chile verbreitet.